# Good Manufacturing Practice
Good Manufacturing Practice (God tillverkningssed, förkortas GMP) är ett regelverk som styr tillverkning, inklusive packning, av läkemedel, livsmedel och hälsokost. I detta ingår regler kring personalens utbildning och ansvarsförhållanden. Bland annat måste varje tillverkad sats godkännas av en Qualified Person (QP). Kontroller av olika stadier i syntesen av aktiva substanser och farmakologiskt inaktiva hjälpämnen ingår också i regelverket. Avvikelser från specifikationen (till exempel fel som uppstått under produktionen) måste utredas enligt systemet Corrective and Preventive Action (CAPA).
Anledningen till att dessa regler tagits fram är huvudsakligen för att se till att läkemedlets kvalitet håller hög klass, och att minimera riskerna för katastrofer liknande Devonportincidenten som används vid undervisning om GMP. Läkemedelsverket är den myndighet i Sverige som kontrollerar att föreskrifter tillämpas i verksamheten.